# رافاييل بيريرا دا سيلفا
رافاييل بيريرا داسيلفا (بالبرتغالية: Rafael Pereira da Silva) لاعب برازيلي الجنسية، ولد في 9 يوليو 1990 في بيتروبوليس - ريو دي جانيرو - البرازيل، ومدافع حديث العهد، ويلعب في مركز الظهير الأيمن، يلعب مع فريق مانشستر يونايتد الانجلزي حاليا، ولديه أخ توأم له وهو فابيو بيريرا داسيلفا وهو أيضا يلعب مع نادي مانشستر يونايتد الإنجليزي.

## رافاييل مع مانشستر يونايتد
اكتشف رافاييل في صيف عام 2005 عن طريق ليس كيرشاو الذي أصبح مدير أكاديمية يونايتيد فيما بعد، وكان ذلك في بطولة هونغ كونغ للشباب، حيث كان رافاييل يلعب مع فريق فلومينينزي.
إن إصرار مدير اليونايتد في التَوْقيع مع التوأمان (رافاييل وفابيو أبناء بيريرا داسليفا) يظهر إلى حدٍ كبير مدى تقديره لهما، ناديهم القديم فلومينينـزي لم يشركهما في مبارياته لأنهما كَانا سيَلتحقانَ بنادي مانشستر يونايتد، فلقد جاءا إلى النادي في يناير 2008 ، قبل التوقيع معهما رسمياً في يوليو 2008 ، وكان سبب تأخر توقيع العقد معهما هو تأخر الحصول على رخصة عمل لهما.
انضم رافاييل لنادي مانشستر يونايتد في 1 يوليو 2008 ، وفي يوم 17 أغسطس 2008 لعب رافاييل أولى مبارياته مع ناديه مانشستر يونايتد التي كانت المباراة الافتتاحية لموسم 2008/2009 وكانت ضد نيوكاسل يونايتد، حيث لعب عشرة دقائق في تلك المباراة، لكنه أظهر أداء كبير ومذهل، وانتظر رافاييل ليوم 8 نوفمبر 2008 ليحرز أولى أهدافه مع مانشستر يونايتد، عن طريق تسديدة رائعة التي أحرزها في شباك الآرسنال في المباراة التي هزم فيها مانشستر يونايتد بهدفين لهدف لصالح الأخير عام 2008.
و سرعان ما حجز رافاييل مكان أساسي في تشكيلة السير أليكس فيرغسون، وينافس كابتن فريق مانشستر يونايتد ولاعب المنتخب الإنجليزي غاري نيفيل والدولي الإنجليزي ويس براون ولا عب مانشستر يونايتد أيضا على مركز الظهير الأيمن.
وقد أنهى رافاييل عامه الأول مع يونايتد بالترشح إلى جائزة أفضل لاعب صاعد من قبل الجمعية الإنجليزية لاعبين المحترفين، بالإضافة إلى أنه كان على مقاعد البدلاء في نهائي دوري أبطال أوروبا، وذلك بعد عام فقط من مشاهدة نهائي موسكو من المدرجات.

## قالوا عن رافاييل
قال السير أليكس فيرغسون مدرب فريق مانشستر يونايتد عن رافاييل:
- «لقد حاز على إعجاب الجميع داخل النادي لما قدمه من مستويات رائعة في أول أعوامه الاحترافية، فهو يمتاز بالحماس والنزعة الهجومية، وهو لاعب مثالي لمانشيستر يونايتيد».[1]
- «لقد كان من الرائع أن ترى شابًا صغيرًا على هذا المستوى في مباراة كبيرة مثل (الآرسنال على ملعبه)، فلقد كان واثقًا من نفسه، وأخذ اللقاء بهمة ونشاط كبير، هذا بالإضافة إلى أدائه أمام مانشيستر سيتي في إيسلاندز، ومن الملفت للنظر في هذا اللاعب أنه دائمًا ما يقنعك أنه جاهز لأداء أية مباراة».[2]
- «مذهل ومثير».[3]
- «هو لم يلَعبَ لمدّة سَنَة لَكنَّه لعب 90 دقيقة كاملة اليوم، فجميعا يعرف طبية كرة القدم. فأحياناً تحصل على النجمِ. على ضوء ما شاهدناه اللّيلة أعتقد أنه عِنْدَنا لاعب جيد هنا».[3]

و قال أيضا عندما أصيب رافاييل ومنع من اللعب في نهائي كأس رابطة المحترفين:
- «سيغيب لمدة شهر بعد إصابته في الكاحل. إنه أمر مُحبط كونه شارك في جميع مباريات البطولة وقام بعمل جيّد واستحقّ التواجد في نهائي البطولة».

و قال السير عن رافاييل وأخوه فابيو بيريرا داسيلفا:
- «هي حالة برازيلية مثالية».[4]
- «لقد أدهشنا».[3]

و قال أيضا:
- «هما فقط يحبّان اللعب، هما سريعان ولديهما إصرار وتصميم كبيرين، أعتقد أنهما لاعبا كرة قدم ممتازين، أنا حقاً أعتقد ذلك».[4]

و قال أيضا:
- «إن الأخوين دا سيلفا لديهم رغبة كبيرة في اللعب، كما أن لديهم عقلية الفوز، ومثلما يرغب رافاييل وفابيو في اللعب باستمرار، فإنهما يظهران حماسة كبيرة في سبيل ذلك».[5]

قال اللاعب رودريغو بوسيبون لاعب مانشستر يونايتد عن رافاييل وأخوه فابيو بيريرا داسيلفا:
- «قد يبدو اللاعبان التوأم متشابهان في كل شيء، إلا إنهما يلعبان بطريقة مختلفة، حيث إن رافاييل يكثر من التقدم للأمام، كما أنه يمتاز بالسرعة الكبيرة في الجري بالكرة، كما أن كليهما أكثر مهارة مني!».[5]

و قال رافاييل عن نفسه:
- «بعد أول مباراة لي في بتيربوروه قال المدير الفني في حقي الكثير من الكلام الجيد، وقد كان الأمر رائع بالنسبة إلي، لأنني أعشق هذا النادي، وإنني أفكر جديًا في البقاء هنا في أولد ترافورد لسنوات طويلة».[6]
- «وعلى الرغم من أننا تنافس على اللعب مع الفريق؛ إلا أن جاري نيفيل قد ساعدني كثيرًا، وفي جميع الأوقات، فإنه يقدم لي يد العون، ودائمًا ما يساعدني في التمركز الصحيح داخل الملعب عندما نلعب معًا في أي مباراة، فهو يعرف الكثير بحكم خبراته الطويلة، وعلى الرغم من أنني أريد أن ألعب باستمرار في مركز الظهير الأيمن؛ إلا أن جاري دائمًا ما يكون جيدًا جدًا معي».[6]

## إحصائيات اللاعب
| النادي          | الموسم          | الدوري        | الدوري  | الكأس         | الكأس   | كأس الدوري    | كأس الدوري | المنافسات القارية | المنافسات القارية | أخرى          | أخرى    | المجموع       | المجموع |
| النادي          | الموسم          | عدد المشاركات | الأهداف | عدد المشاركات | الأهداف | عدد المشاركات | الأهداف    | عدد المشاركات     | الأهداف           | عدد المشاركات | الأهداف | عدد المشاركات | الأهداف |
| --------------- | --------------- | ------------- | ------- | ------------- | ------- | ------------- | ---------- | ----------------- | ----------------- | ------------- | ------- | ------------- | ------- |
| مانشستر يونايتد | 2008–09         | 16            | 1       | 2             | 0       | 5             | 0          | 4                 | 0                 | 1             | 0       | 28            | 1       |
| مانشستر يونايتد | 2009–10         | 8             | 1       | 0             | 0       | 4             | 0          | 4                 | 0                 | 0             | 0       | 16            | 1       |
| مانشستر يونايتد | 2010–11         | 12            | 0       | 1             | 0       | 2             | 0          | 4                 | 0                 | 0             | 0       | 19            | 0       |
| مانشستر يونايتد | المجموع         | 36            | 2       | 3             | 0       | 11            | 0          | 12                | 0                 | 1             | 0       | 63            | 2       |
| المجموع النهائي | المجموع النهائي | 36            | 2       | 3             | 0       | 11            | 0          | 12                | 0                 | 1             | 0       | 63            | 2       |

إحصاءات دقيقة من يوم 16 يناير 2011.

## أبرز منجزات رافاييل الجماعية

### مانشستر يونايتد
- كأس العالم للأندية مع مانشستر يونايتد عام 2008.[8]
- بطولة الدرع الخيرية الإنجليزية مع مانشستر يونايتد عام 2008.[8]
- الدوري الإنجليزي مع مانشستر يونايتد موسم 2008/2009.

## أبرز منجزات رافاييل الفردية
لم ينجز رافاييل أي إنجاز خاص به إلى الآن.

## الوصلات الخارجية
- سيرة اللاعب - موقع مانشستر يونايتد العربي.
- أوسمة وجوائز اللاعب - موقع مانشستر يونايتد العربي.
- قالوا عن رافاييل - موقع مانشستر يونايتد العربي.
- صفحة اللاعب - موقع كوورة.